# Robert White (hockey sur glace)
Pour les articles homonymes, voir White et Robert White.
Robert White (né le 22 juillet 1935 à Stratford (Ontario)) est un joueur canadien de hockey sur glace. Lors des Jeux olympiques d'hiver de 1956, il remporte la médaille de bronze.

## Palmarès
- Médaille de bronze aux Jeux olympiques de Cortina d'Ampezzo en 1956